# Víctor Claver
Víctor Claver Arocas (* 30. August 1988 in Valencia) ist ein ehemaliger spanischer Basketballspieler. Er war Welt- und Europameister.

## Laufbahn

### Verein
Claver spielte schon in seiner Jugend beim bedeutendsten Basketballverein seiner Heimatstadt, Valencia Basket Club. Sein Ligadebüt in der ersten Mannschaft feierte er am 12. Oktober 2006 gegen den FC Barcelona. Mit seiner Mannschaft erreichte er das Pokalendspiel 2006 und gewann 2009/10 den ULEB Eurocup, wo er mit der Eurocup Rising Star Trophy für den besten Spieler unter 22 Jahren ausgezeichnet wurde.
Im NBA-Draftverfahren 2009 wurde er an 22. Stelle der ersten Runde von den Portland Trail Blazers ausgewählt, spielte aber noch drei Jahre in Spanien, bevor er im Sommer 2012 in Portland einen Dreijahresvertrag unterschrieb. In der NBA brachte es der Spanier auf insgesamt 82 Einsätze, der Durchbruch in der nordamerikanischen Liga gelang ihm nicht.
2015 wechselte er aus Portland zum BK Chimki nach Russland, anschließend spielte er in dem Land für Lokomotive Kuban Krasnodar.
In der Sommerpause 2016 kehrte Claver in sein Heimatland zurück und stand fortan beim FC Barcelona unter Vertrag. Mit Barcelona gewann er 2018, 2019 und 2021 den spanischen Pokalwettbewerb und 2021 die Meisterschaft.
Anfang Juli 2024 ließ er das Ende seiner Spielerlaufbahn verlautbaren.

### Nationalmannschaft
Claver gewann als Jugendlicher mit Spanien Bronze bei der U18-Europameisterschaft 2006 und bei der U20-Europameisterschaft 2008. Mit der A-Nationalmannschaft gewann er bei den Europameisterschaften 2009, 2011 und 2015 drei Mal die Goldmedaille. Hinzu kommt die Bronzemedaille bei der EM 2013. Bei den Olympischen Spielen 2012 scheiterte Claver mit Spanien erst im Endspiel an den USA. 2016 gewann er mit Spanien Olympiabronze. Auch bei den 2021 ausgetragenen Olympischen Sommerspielen 2020 gehörte er zur spanischen Mannschaft. 2019 wurde er Weltmeister, Claver nahm auch an den WM-Turnieren 2010, 2014 und 2023 teil. Er bestritt eine Gesamtzahl von 169 Länderspielen.

## Erfolge

### Verein
Valencia BC
- 2009/10: ULEB-Eurocup-Sieger

FC Barcelona
- 2020/21: Spanischer Meister
- 2018, 2019, 2021: Spanischer Pokalsieger

### Nationalmannschaft
- Weltmeisterschaft 2019: Gold
- Olympische Spiele 2012: Silber
- Olympische Spiele 2016: Bronze
- Europameisterschaft 2009, 2011, 2015: Gold
- Europameisterschaft 2013: Bronze
- U20-Europameisterschaft 2008: Bronze
- U18-Europameisterschaft 2006: Bronze

### Persönliche Ehrungen
- ULEB Eurocup Rising Star Trophy 2009/10
- Gewinner des Slam-Dunk-Wettbewerbs der Liga ACB 2008